# Recreio académico
Recreio académico  : revista de literatura e instrução colaborada pelos alunos do Liceu foi editado por Manuel Pereira de Ávila, em Angra do Heroísmo, no ano de 1900, pela tipografia Sousa e Andrade. Pertence à rede de Bibliotecas municipais de Lisboa.